# Strukton
Strukton is een spoor- en bouwbedrijf met ruim 4000 medewerkers en een jaaromzet van zo'n 1,5 miljard euro. Strukton houdt zich bezig met ontwerp, financiering, bouw, beheer en onderhoud van duurzame infrastructuur. Het is onderdeel van Oranjewoud N.V., waar ook Antea Group deel van uitmaakt.

## Werkmaatschappijen
Strukton bestaat uit vijf werkmaatschappijen:
Strukton Rail Nederland/België ontwikkelt, installeert en onderhoudt spoorsystemen in Nederland en België met als doel het spoor optimaal beschikbaar, betrouwbaar, veilig en meetbaar te maken. In Nederland en België heeft Strukton eigen werktreinen en machines, die het zelf in onderhoud en beheer heeft. Machines en specialistisch personeel worden tussen Nederland, België, de Nordics en Italië uitgewisseld. Strukton Rail heeft een treinenwerkplaats in Zutphen. De eerdere werkplaats, gevestigd bij de IJsselspoorbrug, was te klein geworden voor de steeds grotere machines. Strukton Rail en Arriva Nederland bouwden een grotere werkplaats die op 4 oktober 2012 werd geopend. 
Onderdeel van Strukton Rail Nederland is Strukton Rail Short Line. Het bedrijf beheert en onderhoudt sinds 1 juli 2015 ruim 130 kilometer spoor en 391 wissels bij ongeveer 100 bedrijven in Nederland.
Strukton Rail Nordics ontwikkelt, installeert en onderhoudt spoorsystemen in Zweden en Denemarken met als doel het spoor optimaal beschikbaar, betrouwbaar, veilig en meetbaar te maken. In de Nordics heeft Strukton eigen werktreinen en machines, die het zelf in onderhoud en beheer heeft. Machines en specialistisch personeel worden tussen Nederland, België, de Nordics en Italië uitgewisseld.  
Strukton Rail Italië (Clf) ontwikkelt, installeert en onderhoudt spoorsystemen in Italië met als doel het spoor optimaal beschikbaar, betrouwbaar, veilig en meetbaar te maken. In de Nordics heeft Strukton eigen werktreinen en machines, die het zelf in onderhoud en beheer heeft. Machines en specialistisch personeel worden tussen Nederland, België, de Nordics en Italië uitgewisseld.  
Strukton Infra Specials richt zich op de aanleg en het onderhoud van duurzame civiele infrastructuur en is gespecialiseerd in tunnelbouw, waterbouw en rail-civiele werken. Strukton Infra Specials levert diensten in Nederland. 
Strukton Wegen & Beton realiseert duurzame projecten in de civiele infrastructuur. Specialismen zijn wegenbouw, betonbouw, energienetwerken, kunstwerken, leidingbouw, industrie en voegovergangen. Strukton Wegen & Beton levert diensten in Nederland.

## Portfoliobedrijven
Naast werkmaatschappijen heeft Strukton een aantal portfoliobedrijven.
In het verleden behoorde ook Strukton Integrale Projecten tot Strukton, dat zich bezighield met het ontwikkelen, managen en financieren van pps-projecten (publiek-private samenwerking) in de werkvelden huisvesting, infrastructuur, (light)rail, onderwijs en zorg. Per 1 april 2024 is dit bedrijf verkocht aan Aiber services).

### Resultaten

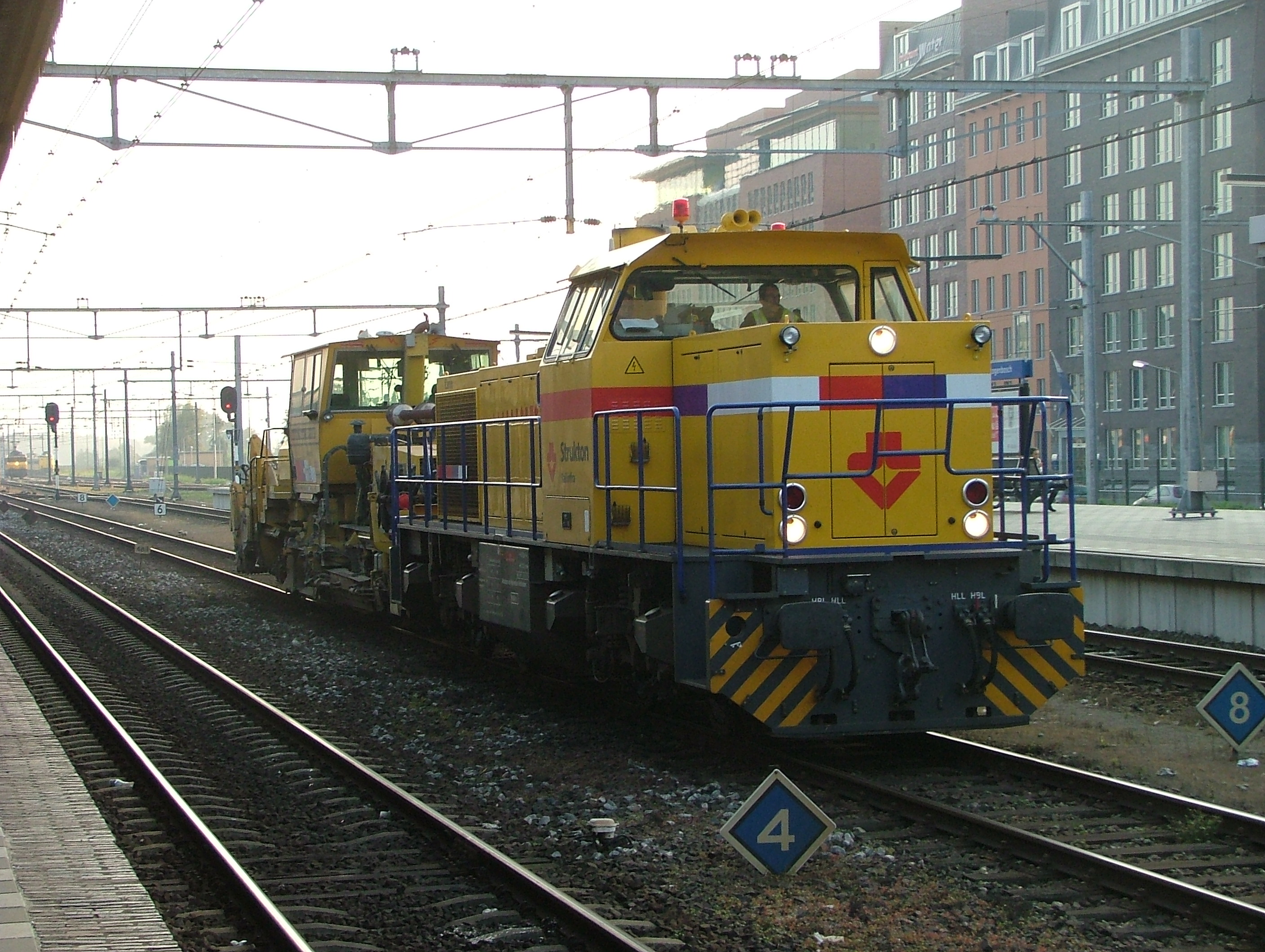
Locomotief van Strukton

Na twee verliesgevende jaren door vooral verliezen op een aantal projecten, was er in 2022 weer winst. Dit was vooral het resultaat van de verkoop van Worksphere aan SPIE. Deze transactie werd in januari 2022 afgerond en leidde tot een buitengewone bate van zo'n € 200 miljoen.
| Jaar | Omzet       | Nettoresultaat | Order- portefeuille | Werknemers (gemiddeld, in FTE) |
| Jaar | (× miljoen) | (× miljoen)    | (× miljoen)         | Werknemers (gemiddeld, in FTE) |
| ---- | ----------- | -------------- | ------------------- | ------------------------------ |
| 2004 | € 719       | € 12,2         |                     |                                |
| 2005 | € 827       | € 37,9         |                     |                                |
| 2006 | € 955       | € 30,6         |                     |                                |
| 2007 | € 1145      | € 15,3         |                     |                                |
| 2008 | € 1249      | € 14,3         |                     |                                |
| 2009 | € 1368      | € 0,8          |                     |                                |
| 2010 | € 1438      | € −15,5        | € 2065              | 6159                           |
| 2011 | € 1318      | € 14,4         | € 1985              | 5906                           |
| 2012 | € 1354      | € 18,2         | € 1946              | 5758                           |
| 2013 | € 1583      | € −15,9        | € 3013              | 6201                           |
| 2014 | € 1724      | € −32,8        | € 2984              | 6550                           |
| 2015 | € 1907      | € 16,8         | € 3215              | 6561                           |
| 2016 | € 1883      | € 13,3         | € 2843              | 6500                           |
| 2017 | € 1916      | € 25,1         | € 3059              | 6581                           |
| 2018 | € 1779      | € −0,2         | € 2943              | 6696                           |
| 2019 | € 1855      | € −19,7        | € 2853              | 6651                           |
| 2020 | € 1835      | € −198,7       | € 1982              | 6451                           |
| 2021 | € 1743      | € −181,6       | € 2404              | 6139                           |
| 2022 | € 1469      | € 178,4        | € 2775              | 4231                           |

## Geschiedenis
In 1918 had de Nederlandse Spoorwegen (NS) een nieuw hoofdkantoor nodig, maar men vond geen aannemer. Daarom besloot de NS zelf een nieuw hoofdkantoor te bouwen. Met behulp van een eigen bos, een eigen steenfabriek en een tijdelijke afdeling die werd belast met de bouw van HGB III (hoofdgebouw 3), door de vorm ook wel 'De Inktpot' genoemd. De Inktpot staat op de Monumentenlijst. Het succes van het nieuwe hoofdkantoor van de NS was reden om in 1921 het NV Spoorwegbouwbedrijf op te richten. In 1974, na een fusie met het Deense bouwbedrijf Christani & Nielsen, werd de naam veranderd in Strukton.
In 2010 nam advies-en ingenieursbureau Oranjewoud Strukton over van de NS en betaalde € 168,1 miljoen.
Tussen 2010 en 2013 neemt Strukton drie middelgrote wegenbouwbedrijven over; Ooms Construction uit Avenhorn, Rasenberg wegenbouw uit Breda en Reef wegen en beton uit Oldenzaal. Tot 2019 opereerden deze drie bedrijven nog onder hun eigen naam, daarna zijn deze bedrijven samengevoegd onder de naam Strukton Wegen & Beton.
Sinds 2004 is Strukton aanwezig in Zweden.  In december 2013 werd met Balfour Beatty een akkoord gesloten voor de overname van Balfour Beatty Rail Scandinavia. Dit bedrijf verzorgt onderhoud, vernieuwing en nieuwbouw van spoor in Scandinavië vanuit vestigingen verspreid over Zweden en Denemarken. Na de overname zijn de activiteiten voortgezet onder de naam Strukton Rail.
In juli 2013 kreeg Strukton de grootste order ooit ter waarde van bijna € 1 miljard. Strukton maakt hiervoor onderdeel uit van een consortium onder leiding van het Spaanse bouwbedrijf FCC. Het bedrijf gaat meebouwen aan het metrosysteem door Riyad in Saudi-Arabië.
In februari 2019 deed de Fiscale Inlichtingen- en Opsporingsdienst (FIOD) een inval bij Strukton in Maarssen. Het bedrijf wordt verdacht van corruptie en valsheid in geschrift bij het verkrijgen van het metroproject in Riyad. In december 2024 werd bekend dat Strukton een schikking van € 10 miljoen heeft getroffen met het Openbaar Ministerie rond deze omkopingszaak. Strukton wordt niet meer vervolgd, maar deze overeenkomst is niet van toepassing voor de persoon Gerard Sanderink.
In januari 2022 is Strukton Worksphere verkocht aan Spie. Worksphere had op het moment van de overname zo'n 1900 medewerkers en behaalde in 2020 een omzet van ruim € 400 miljoen en behoorde daarmee tot de top vijf aanbieders van multi-technische dienstverlening in Nederland.
Op 17 maart 2023 werd Gerard Sanderink tijdelijk geschorst als bestuursvoorzitter van Strukton en ingenieursbureau Oranjewoud. De raad van commissarissen nam de leiding over in het belang van de ondernemingen, medewerkers en andere stakeholders. In mei 2023 werd voormalig BAM-topman Rob van Wingerden aangesteld als bestuurder. Strukton voert nog een gerechtelijke procedure om de schorsing van Sanderink definitief te maken. Op 1 juni 2023 oordeelde de Ondernemingskamer dat Sanderink niet mag terugkeren bij Strukton en Oranjewoud. Verder zijn zijn aandelen bij een aparte beheerder ondergebracht. Tot slot gelastte de rechter een onderzoek naar het beleid en de gang van zaken bij beide bedrijven over de periode vanaf 1 januari 2019 tot aan de datum van het verzoek.